# Ласси, Ивар Исаевич
Ивар Исаевич Ласси (18 ноября 1889 — 4 июня 1938) — финский писатель и антрополог, активный член социалистической и коммунистической партий. Ласси переехал в Советский Союз в 1923 году и был убит во время Большого террора.
Ласси сначала был членом Социал-демократической партии, но вскоре перешел в нелегальную Коммунистическую партию Финляндии. Социал-демократы сочли его слишком радикальным, но его своеобразные взгляды не понравились и коммунистам. В своих исследованиях Ласси изучал тюркские народы Кавказа, а затем и историю сексуальной этики, хотя был исключен из академических кругов за присоединение к красным во время Гражданской войны в Финляндии в 1918 году.

## Жизнь

### Ранние годы
Ласси родился в Баку, где его отец работал капитаном нефтяного судна в Бранобеле. В возрасте десяти лет Ласси отправили в школу в Финляндию. В 1909 году Ласси поступил в Хельсинкский университет, где изучал эстетику, философию, литературу и экономику, получив в 1916 году докторскую степень по азербайджанским народным традициям. Диссертация была основана на его полевых работах на Кавказе. В 1917 году Ласси опубликовал книгу Persiska mysterier («Персидские тайны»), популярную версию своей диссертации, и книгу о путешествиях Bakom gallret och slöjan («За решеткой и вейлом»).
Родным языком Лесси был шведский. Он свободно говорил по-фински и выучил русский, немецкий, английский, французский, персидский и арабский языки. Ранние политические взгляды Ласси находились под влиянием таких философов, как Руссо. У него также были некоторые левые симпатии, хотя он лично не был связан с социалистами. Во время Первой мировой войны финские интеллектуалы были в основном настроены прогермански, но Ласси был членом небольшой группы, поддерживавшей Антанту.

### Гражданская война и политика
Когда в январе 1918 года разразилась гражданская война, Ласси предложил свои услуги для Народной делегации и был нанят в качестве переводчика Юрия Сиролы. По словам Ласси, он присоединился к красным, потому что рассматривал рабочую революцию как предмет антропологических исследований, но вскоре увлекся этим аспектом, когда научился понимать их требования. После Хельсинкской битвы Ласси попал в плен к белым и был приговорен к 9 годам за государственную измену, но в ноябре 1918 года был помилован. В лагере для военнопленных Суоменлинна Ласси познакомили с социализмом его сокамерники Суло Вуолийоки и Таави Тайнио.
Ласси вступил в Социал-демократическую партию и стал активным участником ее радикальной оппозиции. Он работал редактором журнала Sosialistinen Aikakauslehti (Социалистический журнал) и помогал управлять коммунистическим маршрутом контрабанды между Стокгольмом и Петроградом. В октябре 1919 года Ласси помог американскому журналисту Джону Риду пересечь границу с Россией. В 1920 году Ласси был отправлен в тюрьму почти на 2 года своей политической деятельности. Во время своего пребывания в трудовом лагере Таммисаари Ласси вышел из социал-демократов и вступил в Социалистическую рабочую партию, подставную организацию, созданную Коммунистической партией Финляндии в изгнании.

### В Советском Союзе
В 1923 году он переехал в Советский Союз. Ласси поселился в Петрозаводске, где работал наркомом просвещения Карельской АССР и директором партийной школы. В 1928 году Ласси был переведен в Москву. Работал переводчиком в издательстве «Коминтерна» и директором скандинавского отделения Коммунистического университета национальных меньшинств Запада. В 1932—1935 годах Ласси был специалистом по восточным языкам в МГУ. С 1936 года работал в издательстве Прогресс и был директором иностранного отдела Главлита.
Работы Ласси включают финскую книгу 1931 года Marxismin perusteet (Основы марксизма), которая позже была объявлена контрреволюционной. Он также перевел на шведский язык первую часть сталинских Основ ленинизма.
Ласси был арестован за шпионаж в феврале 1938 года. Расстрелян в июне 1938 г. на Бутовском полигоне.

## Частная жизнь
Первой супругой Ласси была Эллен Альфхильд Сёдерман, дочь бизнесмена Карла Сёдермана.

## Внешние ссылки
- Lassy, Ivar. The Muharram Mysteries Among the Azerbeijan Turks of Caucasia.